# Colostygia stilpna
Colostygia stilpna là một loài bướm đêm trong họ Geometridae.